# 選挙方法
選挙方法（せんきょほうほう）とは、ある集団の全ての構成員個々からの意見表明を元にして、その集団が採用する意志を決定したり、元の集団の振るまいを十分再現できるより小さな集団を構成するための、演算手順である。

## 各選挙方法の特徴

### 意見集約の方針と位置
どんな二人の人を選びだしても、十分細部まで比較すれば、同一の意志を共有することはない。したがって、元の集団より小さな集団の構成には、個々の意志の統合や切り捨てが行われる段階がある。
さらに、選挙目的が集団の採用する意志の決定である場合、意志の統合は極限まで進められる。

### 方針

#### 多数代表
多数代表は、意見集約を極限まで進め、集団が採用する意志（最高意志と呼ばれることがある）を決定する方法の総称である。ここに属するもののほとんどは多数決に起源を持つ。当選者を複数選ぶ場合も、当選者間の意見の相違が出来るだけ小さくなるようにする。政府の選出や、政府と衝突して国政が麻痺しないよう、政府と似た特性を持つ議員で構成された議会を作る時などに使われる。フランスでは、議員が支持母体の代理人に成り下がらず国民全員の代表として活動できるよう、この類の方法で議会を構成している。
また、議会での採決や住民投票などにも使えるが、首相の指名以外は、信頼性の高い二者択一を用い、「可決」「否決」の二つの候補のみで行う場合が多い。しかし、「否決」は代替となる最高意志が示されない場合が多く、ヴァイマル共和政下のドイツのように、集団としての活動が麻痺する原因になる。
小選挙区制や大統領選など選挙区定数が一人の方法全てと、完全連記制（block voting）やApproval votingなどが当てはまる。

#### 比例代表
比例代表は、意見集約を出来るだけ抑え、元の集団の意見の相違による勢力比を出来るだけ再現できる、より小さな集団を構成する方法の総称である。各々の有権者に一人の当選者を対応させると、当選者一人当りの有権者数が出来るだけ等しく、かつ、各々の有権者に対応する当選者がその有権者の最も支持する立候補者に近付くように、当選者の集団を構成する。直接民主主義の代替を担う議会を作る時などに使われる。比例代表制や大選挙区制（単記移譲式投票）およびランツゲマインデなどが当てはまる。特にランツゲマインデは、議席獲得者当たり有権者数が一人なので議員と有権者が 1対1対応しており、集約による意見の切り捨てが一切生じない究極の比例代表制である。
一般に、比例代表を用いて議会を構成すると、対等な小党乱立になり、連立をめぐる離合集散で政治的混乱を招く場合もあると言われている。
実際、比例代表は、一定数の支持者さえ確保すればどんな小政党でも議席を得る。選挙方法によっては、全国区制のように政党の概念を持たないものすらあり、議員を大政党に集約する力はない。元々、意見集約を出来るだけ抑えるのが、比例代表の役目である。とは言え、現実には過度の小党分立を防ぐために、「阻止条項」と呼ばれる、一定以上の得票率を上回らないと議席を配分されない制度を採用している国がある。
しかし、政府を選挙民が直接選ぶ制度（大統領制）を運用し続ける国が少なくないことを考えると、小党乱立でも政治的混乱は防げることが分かる。なぜなら、選挙民の集合は小党乱立の極限状態だからである。政治的混乱を防ぐには、議会の決議できる選択肢から、「否決」などの、代替となる最高意思を示さないものを除けばいい。ヴァイマル憲法の反省を生かしたボン基本法では、議会が政府・首相を不信任するためには、代替となる首相の選出を議会は完了していなければならない。
選択肢から「否決」などを省き、代替となる最高意思全てを立候補させた多数代表の方法で議決すれば、小党乱立による政治的混乱を防ぐことができる。しかし、議決方法は選挙方法より信頼性・慣習が重要視されている場合が多いので、議決方法を二者択一から変更するより、選挙方法を変更して比例代表の性質を歪める方が選ばれることが多い。

#### 少数代表
少数代表は、元の集団からできるだけ多様な異なる意見を集める方法である。本来は日本独自の選挙制度（単記非移譲式投票）のことを指し、比例代表と違い、各意見が持つ勢力の大きさは反映されない。しかし、単記非移譲式投票は区割りが行われずに戦略投票に晒されると、比例代表と同じ結果になる。このため、このカテゴリーは日本の選挙思想史上の遺物となりつつある。意見の一本化は行わないが様々な物事の見方を要求される調査会を作るとき等に使われる。
加藤秀治郎は、この語は極めて特殊・例外的な制度（中選挙区制…大選挙区単記非移譲式）を説明する日本独自の分類であるとしている。加藤は、東京帝国大学教授の野村淳治が大正期に発表した論文で新しく定めたものではないかとする見方を示している（加藤秀治郎『日本の選挙-何を変えれば政治が変わるのか-』中央公論新社 2003年　p16-17）。

#### 上記の混合
諸々の理由により、実際には上記の複数の方針を混合した制度が用いられる例が多い。
- 小選挙区比例代表並立制と、小選挙区比例代表併用制・連用制

名簿式比例代表制に小選挙区制を組み合わせたもの。二つの制度を別々に実施して、単純に議席を合算した物が並立制。比例制に割り当てられた議席の範囲で、総議席に於ける比例代表の性質が最大限に強くなるように、小選挙区制の議席に加算するのが併用制・連用制。
- 足切り条項

得票数が一定以下の勢力への議席配分を止めるルール。これによりデュヴェルジェの法則が働き、立候補者・投票者に意見集約を促す。デュヴェルジェの法則に起因する問題が付き纏う。
- 選挙区(ブロック)の分割

選挙区当たりの議席数が少ないほど、実現できる意見の相違再現の解像度が低くなり、意見集約の性質が強まる。ただし、区割りの分割と一致した意見の相違は再現される。
- 最大政党や多数代表選出者にボーナス議席

### 位置

#### 選挙後
選挙後の議会に意見集約を委ねる方法。比例代表の全てに当てはまる。

#### 当選者決定時
選挙方法固有の演算手順を用いて、投票結果から意見の切り捨てを行う方法。多数代表の全てに当てはまる。

#### 投票前
デュヴェルジェの法則や、政党推薦候補の絞込みや予備選挙や推薦署名や思想審査などの、事前審査などを利用して、投票前に候補者を絞る方法。
投票前の意見集約は、投票時に示される意見を反映することが出来ず、投票時に表明可能な意見を制限し、当該の投票を形骸化する。この問題は、非民主主義国家が民主主義を装う（非自由主義的民主主義）際に利用されるだけでなく、典型的な民主主義国家で民主主義の行き詰まりが生じる一因にもなっている。
定数の小さい、単記非移譲式投票(小選挙区制、中選挙区制)や単記移譲式投票を用いた比例代表制と、立候補要件に推薦署名を加えたもの、共産主義国や宗教国家などの思想審査を用いるものなどが当てはまる。
ちなみに、署名は記名投票の一種である。
このため署名制度によっては、投票前の意見集約で生じる問題が、署名段階でも発生する。例えば、「一人の人が複数の候補に署名してはならない」という条件が付いた署名は単記非移譲式投票の一種になり、署名の段階からデュヴェルジェの法則が働く。予備選挙も同様の問題を抱える。
記名の危険性は秘密投票を参照。
日本の選挙でも記名式に代り記号式の投票が行われていたことがある。1974年に新潟県佐和田町で行われた町長選挙では、立候補者に割り振られた丸や四角の印のスタンプを押す方式で行われたが、1票差を争う僅差の選挙の中で、丸と四角が同時に押されている票やスタンプの裏で押された四角印の扱いで判断が分かれ、新潟県選挙管理委員会に裁決を求めるなどの混乱も生じた。

### 一票の形態
方法によって、一票の形態はそれぞれ異なる。
- ボルダ式、優先順位付投票制 (IRV) やコンドルセの方法（Condorcet method）などの選好投票では、投票者は候補者を自分の好みの順に並べ、その順序を最善から最悪の候補者まで一票に表記する。戦術投票が行われるとパレート最適を保証できない。
- 審査員式や二分型投票では、他の候補者に与えた得点の合計等に関らず、投票者は各候補者毎に、決められた範囲の得点のうち好きな得点を与えることができ、候補者の名簿が載った一票に得点を記入する。比例代表には使いにくい。
- 普通の選挙方法（単記非移譲式投票）などでは、投票者は一票で一人の候補者にしか投票することはできない。その一方で、認定投票（Approval voting、二分型投票の別名）では複数の候補者に投票することができる。
- 一人の投票者に票を複数配る制度もある（累積投票）。

### 票の分類
有効票
投票用紙に記載すべき事項やチェックがきちんと記入されていて、それ以外のことが書かれていない票。選挙における有効票として分別・集計され立候補者の当落に反映される。なお投票率は投票者数を当日有権者数で割ったものであるので投票された票の有効票・無効票の比率は確認できない。
按分票
疑問票
有権者自身が候補者名や政党名を書く自書式投票では、あだ名が書かれる等で票の確定に時間がかかることがある。記号式投票ではこうした疑問票をなくすことができる。
あだ名が有効とされた例として、徳島県鳴門市議選で1票差で落選した明野尚文元市議が、当選した坂東成光当選候補の票に数えられた「バンド ヒゲ」は無効だとして、県選挙管理委員会を相手に当選の無効などを求めた訴訟の判決で、高松高等裁判所は「市民の間で『ヒゲ』は当選候補の呼称になっており投票した選挙人の意思は明白。有効投票と認められる」として元市議の請求を棄却した。
無効票
投票用紙に悪戯書きをする、自分の主義主張を書くなど立候補者名以外が書いてある物。投票者の名前が書いてある物、これは秘密投票の原則を守るためでもある。立候補していない有名人などの名前を書いてある物など。ただし、立候補者のあだ名などで人物が特定できる場合有効とする場合がある。また、何も書かれていない物もある。これらの無効票は分別・集計された後、有効票と分けて管理される。無効票の数は投票者数と各候補者の得票数の合計の差として表れる。
白票
投票したい立候補者が居ない、支持する政党、政策が見つからないなどの理由から白紙で投票する参政権を行使しない人の票のこと。無効票として分別・集計される。
棄権票
政治に対する不信感や無関心、無力感や多忙さなどを理由に投票所に足を運んで投票する事をしない参政権を棄権した人の票のこと。
第42回衆議院議員総選挙に際して2000年6月20日に森喜朗首相が、選挙演説で「無党派層は寝ていてくれればいい」と発言した。棄権票が多いと与党に有利な選挙になる事を知っていたためだと考えられる。

### 選挙区の定数
選挙区の定数も、方法毎に異なる。
- 小選挙区制や大統領選などは、一つの選挙区から一人しか当選者を出さない。
- 比例代表制や大選挙区制などは、投票者間の意見の相違・勢力比を再現できるように、複数の当選者から成る集団を構成する。
- 大選挙区制では、当選者間の意見の相違があまり違わないように選ぶ制度（block voting=完全連記制や、block approval voting（approval votingの単純な拡張））もある。第一党による議席独占が起こりやすくなり、区割りの数の減少により少数代表の性質が薄れる分だけ、小選挙区制以上の多数代表制となるとされる。

## 選挙方法の評価項目
選挙方法の良し悪しを判断するための様々な観点が知られている。
単記非移譲式投票は分かりやすいが、デュヴェルジェの法則により治者と被治者の自同性(民主主義)が損なわれる。優先順位付連記投票・単記移譲式投票はデュヴェルジェの法則を避けられるが、分かりにくく開票作業が大変。Approval votingはデュヴェルジェの法則の動作原理である戦略投票を逆手に取る上に、理解しやすく開票しやすい制度だが、比例代表には使いにくい。
小選挙区制は有権者との距離が近くなり、補欠選挙が行いやすい長所があるが、ゲリマンダーが発生しやすく地域エゴが国政に持ち込まれやすい短所がある。大選挙区制はゲリマンダーや地域エゴを抑制できる長所があるが、有権者との距離が遠くなり、補欠選挙が行いにくい短所がある。
多数代表は民意に政治的決断を迫る故に、切り捨てられた民意＝死票が多い。死票が少ない比例代表制は、民意を詳細に再現するために、議会が無所属・小党乱立になり政治的混乱を招く恐れがある。また比例代表制は名簿の拘束力が高いほど候補者と有権者の距離が遠くなる。
アローの不可能性定理により、常識的とされる項目全てを実現する選挙方法は存在し得ないことが証明されている。このため、各選挙制度はその利点と欠点とを考慮して、適する用途に適用される必要がある。ちなみに、優先順位だけを記入する投票方法(に還元できるもの)のみを扱うアローの不可能性定理は、Approval votingやRange votingについては何も言及しない。

### 実施コスト

#### 投票者へのコスト
選好投票は全候補者に対して有権者がマージソートやクイックソートを行うようなものであり、候補者数をnとすると計算量O(n log n)の計算量を有権者は負担しなければならない。Approval votingは予測される当選者との比較を各候補に対して行うので、計算量はO(n)となる。デュヴェルジェの法則により候補者数が一定値に収束する単記非移譲式投票では、計算量も一定=O(1)になる。